# Маріано Гонсалес
Маріано Гонсалес (ісп. Mariano González, нар. 5 травня 1981, Танділь) — аргентинський футболіст, півзахисник клубу «Уракан».
Насамперед відомий виступами за клуби «Расинг» (Авельянеда) та «Порту», а також національну збірну Аргентини. У складі збірної — олімпійський чемпіон.

## Клубна кар'єра
Маріано розпочав займатись футболом в аматорському клубі «Бамбінос». Звідти він перейшов в «Індепендьєнте», а потім в «Расинг» (Авельянеда) Авельянеда. В основній команді «Расинга» Маріано почав виступати з 2001 року. За «Расінг» Маріано провів 64 гри і забив 14 голів, один з яких у ворота «Боки Хуніорс», що приніс його команді перемогу з рахунком 4:3.
В липні 2004 року Маріано перейшов у італійське «Палермо», яке заплатило за трансфер аргентинця 3,5 млн євро. У складі «Палермо» Маріано провів два сезони, зігравши в 51 матчі і забив 4 голи.
Влітку 2006 року Маріано був орендований міланським «Інтернаціонале». У складі «нерадзуррі» він дебютував 12 вересня 2006 року в матчі Ліги чемпіонів проти лісабонського «Спортинга», в якому «Інтер» переміг 1:0. 29 листопада того ж року він забив перший м'яч за клуб, вразивши ворота "Мессіни у Кубку Італії. Незважаючи на вдалий, в цілому, виступ в «Інтері», Маріано так і не зміг завоювати місце в основному складі команди, зайняте Деяном Станковичем і Луїшем Фігу. Всього за клуб він провів 24 матчі, з яких 14 у чемпіонаті Італії сезону 2006–07, виграному «Інтером», і забив 1 гол. Після закінчення сезону «Інтер» вирішив не продовжувати оренду Маріано.
Повернувшись в «Палермо», Маріано 17 липня 2007 року був орендований португальським клубом «Порту», який отримав пріоритетне право викупу контракту гравця. У першому сезоні в «Порту» Маріано провів 21 матч і забив 2 голи, ставши чемпіоном Португалії. Після продажу Рікардо Куарежми, Порту викупив трансфер Маріано, заплативши 3 млн євро. Всього відіграв за клуб з Порту чотири сезони своєї ігрової кар'єри. За цей час став з командою переможцем Ліги Європи, а також додав до переліку своїх трофеїв по три титули чемпіона Португалії та володаря національного кубка, а також два Суперкубка Португалії.
До складу клубу «Естудьянтес» приєднався влітку 2011 року. За три сезони встиг відіграти за команду з Ла Плати 48 матчів в національному чемпіонаті, в яких забив 2 голи. Також недовго 2013 грав за «Арсенал» (Саранді).
У 2014—2015 роках виступав за нижчоліговий аргентинський клуб «Сантамарина», після чого на початку 2016 року

## Виступи за збірні
У 2001 році залучався до складу молодіжної збірної Аргентини. На молодіжному рівні зіграв у 4 офіційних матчах.
У 2004 році захищав кольори олімпійської збірної Аргентини. У складі цієї команди провів 10 матчів. У складі збірної був переможцем футбольного турніру на Олімпійських іграх 2004 року в Афінах.
У 2003 році дебютував в офіційних матчах у складі національної збірної Аргентини. Всього провів у формі головної команди країни 9 матчів.
У складі збірної був учасником розіграшу Кубка Америки 2004 року у Перу, де разом з командою здобув «срібло».

## Титули і досягнення
- Чемпіон Італії (1):

«Інтернаціонале»: 2006–07
- Чемпіон Португалії (3):

«Порту»: 2007–08, 2008–09, 2010–11
- Володар Суперкубка Португалії (2):

«Порту»: 2009, 2010
- Володар Кубка Португалії (3):

«Порту»: 2008–09, 2009–10, 2010–11
- Переможець Ліги Європи (1):

«Порту»: 2010–11
- Олімпійський чемпіон: 2004
- Срібний призер Кубка Америки: 2004